# ProB 2019/20
Die Saison 2019/20 war die dreizehnte Spielzeit der deutschen Basketball-Spielklasse ProB (vollständiger Name Barmer 2. Basketball Bundesliga ProB). Die ProB ist die zweithöchste Staffel der hierarchisch strukturierten 2. Basketball-Bundesliga und damit bundesweit die insgesamt dritthöchste Spielklasse. Die Punktrunde der Saison begann am 21. September 2019. Am 17. März wurde die Saison vor dem Beginn der Meister- und Abstiegsrunde wegen der Ausbreitung des Coronavirus SARS-CoV-2 vorzeitig beendet.

## Modus
An der Liga nahmen planmäßig 24 Mannschaften teil, die in eine Nord- und eine Südstaffel eingeteilt waren. In jeder Staffel wurde eine Punktrunde als Rundenturnier im Modus „Jeder gegen Jeden“ mit Hin- und Rückspiel ausgetragen. Die acht in der Abschlusstabelle bestplatzierten Mannschaften der beiden Staffeln hätten in der Meisterrunde („Playoffs“) zwei Finalteilnehmer ausspielen sollen, die damit das sportliche Teilnahmerecht an der 2. Bundesliga ProA erwerben hätten, welches sie bei Erteilung einer Lizenz auf der Grundlage wirtschaftlicher und infrastruktureller Kriterien zum Aufstieg in die 2. Bundesliga ProA berechtigt hätte. Die Meisterrunde hätte staffelübergreifend ausgetragen werden sollen und sah in der ersten Runde jeweils „Überkreuzduelle“ von Mannschaften aus Nord- und Südstaffel vor. Die Finalteilnehmer hätten zudem in Hin- und Rückspiel den Meister dieser Spielklasse ausspielen sollen. Die in der Abschlusstabelle der Punktrunde in beiden Staffeln auf den neunten bis zwölften Plätzen stehenden Mannschaften hätten eine Abstiegsrunde bestreiten sollen, die anders als die Meisterrunde lediglich Spiele innerhalb der eigenen Staffel („Jeder gegen Jeden“ mit Hin- und Rückspiel) vorgesehen hätte.

## Saisonnotizen
- Als Absteiger aus der 2. Bundesliga ProA kamen die Baunach Young Pikes sowie die Hebeisen White Wings Hanau hinzu. Als Aufsteiger aus den Regionalligen stießen der RSV Eintracht Stahnsdorf (Meister der 1. Regionalliga Nord), die ART Giants Düsseldorf (Meister der 1. Regionalliga West), die Morgenstern BIS Baskets Speyer (Meister der 1. Regionalliga Süd) sowie der TSV Oberhaching-Deisenhofen (Meister der 1. Regionalliga Südost) in die 2. Bundesliga ProB.
- Aufgestiegen in die ProA waren die Bayer Giants Leverkusen sowie die Wiha Panthers Schwenningen, nachdem die WWU Baskets Münster als Vizemeister auf das Aufstiegsrecht verzichtete. Abgestiegen waren die RheinStars Köln, die Dragons Rhöndorf, ETB Essen sowie die Herzöge Wolfenbüttel.
- Am 11. März 2020 gab die Ligaleitung bekannt, den Spielbetrieb aufgrund der Ausbreitung des Coronavirus SARS-CoV-2 zu unterbrechen.[3] Am 17. März 2020 wurde die Saison dann aus demselben Grund mit sofortiger Wirkung vorzeitig beendet. Als Abschlusstabellen galten die Stände nach der Punktrunde. Als Tabellenerste erlangten damit Itzehoe (Nordstaffel) sowie Elchingen (Südstaffel) das Aufstiegsrecht in die 2. Bundesliga ProA. Es wurde festgelegt, dass es wegen des vorzeitigen Saisonendes keine Absteiger in die Regionalliga geben werde[2]
- In einer Umfrage der Liga wurden die Saisonauszeichnungen ermittelt: Bester Spieler wurde Chris Hooper (Itzehoe), bester Trainer Pat Elzie (Itzehoe) und bester junger Spieler Elias Baggette (Baunach)[4]

## Hauptrunde
|                      | = Plätze, die aufgrund der vorzeitigen Beendigung der Saison das Aufstiegsrecht in die 2. Bundesliga ProA erhalten |
|                      | = Plätze, die zur Teilnahme an der Meisterrunde berechtigt hätten, die jedoch nicht ausgespielt wurde              |
|                      | = Plätze, die zur Teilnahme an der Abstiegsrunde berechtigt hätten, die jedoch nicht ausgespielt wurde             |
| Stand: 17. März 2020 | |

| Nord | Nord                       | Nord  | Nord          | Nord         | Nord       | Süd                                | Süd   | Süd           | Süd          | Süd        |
| #    | Mannschaft                 | Siege | Nieder- lagen | Sieg- punkte | Korbpunkte | Mannschaft                         | Siege | Nieder- lagen | Sieg- punkte | Korbpunkte |
| 1    | Itzehoe Eagles             | 15    | 07            | 30           | 1793:1683  | Scanplus Baskets Elchingen         | 20    | 02            | 40           | 1870:1576  |
| 2    | EN Baskets Schwelm         | 15    | 07            | 30           | 1814:1761  | TG s.Oliver Würzburg               | 16    | 06            | 32           | 2006:1792  |
| 3    | WWU Baskets Münster        | 14    | 08            | 28           | 1716:1629  | EBBECKE White Wings Hanau          | 13    | 09            | 26           | 1739:1697  |
| 4    | Dresden Titans             | 12    | 10            | 24           | 1766:1719  | Baunach Young Pikes (A)            | 12    | 10            | 24           | 1700:1731  |
| 5    | VfL SparkassenStars Bochum | 12    | 10            | 24           | 1756:1771  | BBC Coburg                         | 11    | 11            | 22           | 1744:1765  |
| 6    | SC Rist Wedel              | 12    | 10            | 24           | 1689:1687  | Depant Gießen 46ers Rackelos       | 11    | 11            | 22           | 1812:1800  |
| 7    | BSW Sixers                 | 11    | 11            | 22           | 1788:1740  | OrangeAcademy                      | 10    | 12            | 20           | 1657:1687  |
| 8    | Baskets Juniors Oldenburg  | 11    | 11            | 22           | 1747:1752  | Morgenstern BIS Baskets Speyer (N) | 10    | 12            | 20           | 1773:1823  |
| 9    | SSV Lokomotive Bernau      | 11    | 11            | 22           | 1709:1695  | FC Bayern Basketball II            | 10    | 12            | 20           | 1653:1642  |
| 10   | Iserlohn Kangaroos         | 07    | 15            | 14           | 1738:1794  | Fraport Skyliners Juniors          | 09    | 13            | 18           | 1730:1837  |
| 11   | ART Giants Düsseldorf (N)  | 07    | 15            | 14           | 1722:1841  | TSV Oberhaching Tropics (N)        | 07    | 15            | 14           | 1710:1860  |
| 12   | TKS 49ers (N)              | 05    | 17            | 10           | 1656:1822  | Basketball Löwen Erfurt            | 03    | 19            | 06           | 1689:1873  |

(A) = ProA-Absteiger / (N) = Neuling und Aufsteiger aus den Regionalligen
Itzehoe und Elchingen verzichteten auf ihr Aufstiegsrecht in die ProA. Itzehoe ging in der folgenden Saison wieder in der ProA an den Start; Elchingen zog sich, wie auch Baunach, Oldenburg und Würzburg, aus der ProB zurück.